# Єрші (Сернурський район)
Єрші́ (рос. Ерши, марій. Ершов) — присілок у складі Сернурського району Марій Ел, Росія. Входить до складу Марісолинського сільського поселення.

## Населення
Населення — 61 особа (2010; 59 у 2002).
Національний склад (станом на 2002 рік):
- росіяни — 68 %
- марі — 30 %